# إيليزا فنويك
إيليزا فنويك (بالإنجليزية: Eliza Fenwick)‏ (1 فبراير 1766 - 8 ديسمبر 1840)؛ كاتِبة مُتخصِّصة في أدب الأطفال وروائية بريطانية.